# 대리 행위
대리 행위(代理行爲)는 민법에서 대리인이 본인을 위하여 하는 행위이다. 본인을 위한 것이라는 대리 의사를 표시해야 효력이 발생한다.

## 효과
대리인이 행한 의사표시의 효과는 모두 직접 본인에게 귀속한다(민법 제114조). 이와 같이 직접 본인에게 귀속하게 되는 효과는 그 의사표시의 중심적인 법률효과 뿐만 아니라 그 의사표시의 목적을 완전히 달성하기 위하여 법률이 인정하고 있는 여러 효과, 즉 비법률행위적 효과도 포함한다. 예를 들자면, 대리인이 매매계약을 하였을 경우 재산권 이전(매도인의 담보책임)과 대금지급의 효과가 본인에게 귀속함은 물론이고, 만일 대리인이 상대방의 사기에 의해 의사표시를 하였다면 취소권 역시 본인에게 귀속한다. 대리인의 불법행위로 인한 손해배상책임은 대리의 효과로서 본인에게 귀속하지 않는다. 다만, 본인은 사용자로서의 책임을 질 경우가 있다(민법 제756조). 그러나 대리인이 불법행위를 한 경우에는(그 책임은 의사표시의 효과가 아니므로) 그 효과는 본인에게 귀속하지 않으면 대리인에 관하여 생긴다. 다만, 본인이 대리인의 사용자로서 책임을 지는 경우도 있다(민법 제756조).

## 같이 보기
- 대리인